# Jeździec znikąd (film 2013)
Jeździec znikąd (ang. The Lone Ranger) – amerykański film przygodowy z 2013 roku w reżyserii Gore’a Verbinskiego. Wyprodukowany przez Walt Disney Pictures.
Światowa premiera filmu miała miejsce 3 lipca 2013, natomiast w Polsce premiera filmu odbyła się 19 lipca 2013.

## Fabuła
Indianin Tonto (Johnny Depp) znajduje w górskim kanionie siedmiu martwych stróżów prawa. Kiedy zamierza ich pogrzebać, okazuje się, że jeden z mężczyzn daje oznaki życia. Ranny dochodzi do siebie. Opowiada, że nazywa się John Reid (Armie Hammer) i wraz ze swoimi ludźmi został zwabiony w zasadzkę zorganizowaną przez gang okrutnego Butcha Cavendisha (William Fichtner). Temu samemu przestępcy Tonto, jedyny pozostały przy życiu członek swojego plemienia, przed laty poprzysiągł zemstę. Cavendish zrównał z ziemią jego wioskę i zabił większość jej mieszkańców. John Reid wyrusza śladem bandytów jako zamaskowany Jeździec Znikąd, a Tonto mu towarzyszy. Wkrótce dołącza do nich Red Harrington (Helena Bonham Carter), właścicielka objazdowej trupy. Kobieta ma własne powody, żeby uczestniczyć w niebezpiecznej wyprawie – chce dopaść okrutnika, przez którego zamiast nogi ma protezę z kości słoniowej.

## Obsada
- Armie Hammer jako John Reid
- Johnny Depp jako Tonto
- William Fichtner jako Butch Cavendish[4]
- Tom Wilkinson jako Latham Cole
- Barry Pepper jako kapitan Jay Fuller
- Mason Cook jako Will
- Ruth Wilson jako Rebecca Reid
- Helena Bonham Carter jako Red Harrington
- James Badge Dale jako Dan Reid[5]
- Harry Treadaway jako Frank
- Jason E. Hill jako Seamus
- Joaquín Cosío jako Jesus
- James Frain jako Barret

### Wersja polska
- Marcin Perchuć – Tonto
- Grzegorz Kwiecień – John Reid / Jeździec
- Monika Krzywkowska – Red Harrington
- Bartosz Opania – Dan Reid
- Krzysztof Stelmaszyk – Butch Cavendish
- Łukasz Simlat – Kapitan Jay Fuller
- Leon Charewicz – Latham Cole
- Lidia Sadowa – Rebecca Reid
- Aleksander Mikołajczak – Pastor
- Miłogost Reczek – Barret
- Jacek Król – Fritz
- Artur Janusiak – Clayton